# Lankasca vicaria
Lankasca vicaria är en insektsart som beskrevs av Irena Dworakowska 1980. Lankasca vicaria ingår i släktet Lankasca och familjen dvärgstritar. Inga underarter finns listade i Catalogue of Life.